# نرم‌کاج‌های شیاردار
نرم‌کاج‌های شیاردار (نام علمی: Glyptostrobus) نام یک سرده از تیره سرویان است.